# Torneo di Wimbledon 1903
Il Torneo di Wimbledon 1903 è stata la 27ª edizione del Torneo di Wimbledon e prima prova stagionale dello Slam per il 1903. Si è giocato sui campi in erba dell'All England Lawn Tennis and Croquet Club di Wimbledon a Londra in Gran Bretagna. Il torneo ha visto vincitore nel singolare maschile il britannico Laurence Doherty che ha sconfitto in finale in 3 set il connazionale Frank Riseley con il punteggio di 7–5 6–3 6–0. Nel singolare femminile si è imposta la britannica Dorothea Douglass che ha battuto in finale in 3 set la connazionale Ethel Thomson. Nel doppio maschile hanno trionfato Reginald Doherty e Laurie Doherty.

## Risultati

### Singolare maschile
Laurence Doherty ha battuto in finale  Frank Riseley con il punteggio di 7–5 6–3 6–0

### Singolare femminile
Dorothea Douglass ha battuto in finale  Ethel Thomson con il punteggio di 4–6, 6–4, 6–2

### Doppio maschile
Reginald Doherty /  Laurie Doherty hanno battuto in finale  Sidney Smith /  Frank Riseley con il punteggio di 6–4, 6–4, 6–4

### Doppio femminile non ufficiale
Dorothea Douglass /  Alice Pickering hanno battuto in finale  Hilda Lane /  Connie Wilson con il punteggio di 6–2 6–1

### Doppio misto non ufficiale
Ethel Thomson /  Sidney Smith hanno battuto in finale  Clarence Hobart /  Edith Bromfield con il punteggio di 6–2 6–3